# Alboino della Scala
Alboino della Scala († 29. November 1311 in Verona) war Herr von Verona. Er war zwischen 1304 und 1311 der dritte Herrscher aus der Signoria der Scaliger und regierte ab 1308 zusammen mit seinem jüngeren Bruder Cangrande. 

## Leben
Alboino war der Zweitgeborene von Alberto I. della Scala und seiner Ehefrau Verde di Salizzole. Sein Geburtsdatum ist nicht bekannt. Von 1289 bis 1295 war er Säkularkanoniker im Domstift von Verona, auch wenn er das Stift nur gelegentlich besuchte.
Bis zu seiner im Januar 1298 festgelegten Hochzeit mit Caterina Visconti, der Tochter von Matteo I. Visconti, die er im September des gleichen Jahres heiratete, gibt es keine weiteren Hinweise auf ihn. Seine Hochzeitsfeier wurde zugleich auch für seinen Ritterschlag genutzt. Nach dem Tode seines Bruders Bartolomeo I. della Scala im März 1304 trat er anstelle des Sohnes Bartolomeos, des noch sehr jungen Chinchino, die Nachfolge als Herr von Verona an. Wahrscheinlich war dies noch von seinem Vater Alberto so bestimmt worden, um Nachfolgestreitigkeiten in der Familie zu vermeiden.
Er war der erste Scaliger, der mit Amtsantritt sowohl das Amt des Capitano del Popolo als auch das des Podestà der Kaufleute übernahm. Die rechtlichen Grundlagen dazu hatte noch sein Bruder Bartolomeo auf den Weg gebracht. Alboino regierte die Stadt relativ unauffällig, so dass keine bedeutenden innenpolitischen Ereignisse aus seiner Regierungszeit überliefert sind. Auch legislativ trat er im Gegensatz zu seinem älteren Bruder und Vorgänger nicht in Erscheinung.
Außenpolitisch war er, trotz des ihm traditionell zugeschriebenen Klischees eine friedfertige Person gewesen zu sein, in eine ganze Reihe von kriegerischen Auseinandersetzungen verwickelt, die insbesondere gegen die Este und ihre Verbündeten gerichtet waren. Bei seinem Amtsantritt war seine Aufmerksamkeit zunächst auf den sogenannten Salzkrieg zwischen Venedig und Padua gerichtet, bei dem er anfangs zu vermitteln versuchte, bevor er sich im Mai 1304 mit Padua gegen Venedig verbündete. Aber bereits mit dem am 5. Oktober 1304 in Treviso abgeschlossenen Frieden endete dieses kurze gegen die Lagunenstadt gerichtete Bündnis.
Ab 1305 spitzte sich das Verhältnis mit Azzo VIII. d’Este zu. Im Disput mit dem Herrn von Ferrara wurde er von seinem treuen Verbündeten Bonacolsi in Mantua, dem Bischof von Brescia sowie den lombardischen Städten Parma und Cremona unterstützt.  Zwischen November 1305 und Februar 1306 schlossen sich dem Bündnis noch Giberto III. da Correggio, Bologna, Modena und Francesco d’Este, der im Streit liegende Bruder von Azzo VIII., an.
In der Zwischenzeit hatte Alboino della Scala im Januar 1306 in zweiter Ehe Beatrice da Correggio, Tochter von Giberto III., geheiratet, nachdem die Ehe mit Caterina Visconti ohne männlichen Erben geblieben war. Aus zweiter Ehe gingen die zwei Söhne Alberto und Mastino sowie die Tochter Alboina hervor.
Der Feldzug gegen Azzo VIII. d’Este begann im Sommer 1306 und endete nach wechselndem Kriegsglück mit dem Tode des erkrankten Este im Januar 1308. In den am 3. und 15. März 1308 in Montegrotto abgeschlossenen Friedensvereinbarungen erschien Alboinos jüngerer Bruder Cangrande offiziell zum ersten Mal als Mitregent auf. Von diesem Moment an teilten sich die beiden Brüder die Regentschaft der Signoria von Verona. Dass dabei Alboino zunehmend im Schatten seines jüngeren aufstrebenden Bruders stand, wie es in der Vergangenheit in der Regel dargestellt wurde, wird mittlerweile angezweifelt.
Nach dem Ende der Feindseligkeiten mit den Este, wurde im April 1308 auch ein Bündnis mit dem Meinhardiner Otto III. abgeschlossen, um im laufenden Machtkampf zwischen Ghibellinen und Guelfen in Oberitalien unbekümmert eingreifen zu können. Dabei setzte Alboino die Politik seines Vaters fort, die Alberto della Scala am Ende des 13. Jahrhunderts im Bezug auf seine Nachbarn verfolgt hatte. Im Kampf gegen die Guelfen unterstützte er die Correggio, die aus Parma vertrieben worden waren sowie die Faktion der Ghibellinen in Brescia und erneuerte 1308 und 1309 die Bündnisse mit Mantua, Brescia, Parma und Modena. 1309 griff er zusammen mit Cangrande und den Bonalcosi zugunsten von Alberto Scotti in Piacenza und 1310 zugunsten der da Sesso in Reggio Emilia ein. Die durch Bündnisse oder durch Heirat geschaffene Bande mit einigen einflussreichen Adelsfamilien, wie den Correggio oder Sesso, sollte nicht unwesentlich die Innen- und Außenpolitik der Scaliger im Laufe des 14. Jahrhunderts beeinflussen.
Während des Italienzuges Heinrich VII. im Herbst 1310, war die Herrschaft der Scaliger sowohl innen- als auch außenpolitisch bereits abgesichert, zumal die Allianz mit Venedig 1306 wiederhergestellt worden war. In dieser gestärkten Position huldigte man zwar dem König und zukünftigen Kaiser, lehnte aber zugleich standhaft den von Heinrich VII. gewünschten Ausgleich mit den Guelfen in Verona ab. Auch im königlichen Vermittlungsversuch zwischen dem Guelfen Guido della Torre und Matteo I. Visconti in Mailand griffen die beiden Scaliger-Regenten zwischen Januar und März 1311 nicht direkt ein.
Mit der Ernennung von Alboino und Cangrande zu Reichsvikaren durch Heinrich VII. am 11. März 1311 wurde die Herrschaft der Scaliger auch von Seiten des Königs legitimiert. In der Folge nahmen die beiden Scaliger am Feldzug Heinrichs gegen das aufständische Padua statt, das nicht gewillt war, die von Heinrich VII. geforderten Tribute zu zahlen. Am 15. April 1311 besetzten die königlichen Truppen und das von Cangrande angeführte Scaliger-Heer das Padua unterstehende Vicenza, das im Jahr darauf dem Scaliger-Reich einverleibt werden konnte.
Wenige Wochen darauf stellten die Scaliger im Mai 1311 dem König auch Truppen für die Belagerung Brescias ab. An der auch von anderen Ghibellinen unterstützten Belagerung nahm später auch Alboino teil und erkrankte dabei. Womöglich aufgrund der Krankheit folgte er Heinrich VII. nach der Unterwerfung Brescias im September 1311 nicht mehr nach Genua. Alboino della Scala verstarb am 29. November in Verona kurz nachdem sein Bruder Cangrande in aller Eile aus Ligurien eingetroffen war, um ein Machtvakuum nach dem Tod seines Bruders zu vermeiden.
Wie für seinen älteren Bruder Bartolomeo fand Dante Alighieri auch Worte für Alboino, obwohl er während seiner Regentschaft nicht in Verona weilte. Im Gegensatz zu Bartolomeo fiel sein Urteil über Alboino, den er in seinem unvollendeten Werk Convivio erwähnte, nicht positiv aus. Auch Benvenuto da Imola, einer der ersten, der die Arbeiten Dantes kommentierte bezeichnete das Verhalten Alboinos im Vergleich zu seinem mutigen Bruder Cangrande als Duckmäuserei. Ein Urteil, das sein Bild in der Nachwelt wesentlich beeinflusste.